# Joaquim Pedro Cardoso Casado Giraldes
Joaquim Pedro Cardoso Casado Giraldes (Porto, 30 de maio de 1780 — Génova, 3 de setembro de 1845) foi um estudioso e diplomata que se notabilizou no campo da geografia económica e da corografia e estatística. Coronel de milícias, foi cônsul de Portugal no Havre e em Génova. Foi sócio correspondente da Academia Real das Ciências de Lisboa e de outras academias, e pai do médico e professor de Medicina parisiense Joachim Giraldès (de seu nome completo Joaquim Albino Cardoso Casado Giraldes).

## Biografia
Nasceu na cidade do Porto, onde o seu pai era comerciante. A mãe era originária de uma família italiana de Florença, de quem um antepassado, Lucas Giraldes, se tinha estabelecido em Portugal no reinado de D. João III. Fez os estudos elementares em França, no Collége de Saint-Omer, onde foi interno a partir de 1790. Em 1794 transferiu-se para Inglaterra, onde continuou os estudos.
Regressado a Portugal empregou-se como intérprete na cidade do Porto. Considerado jacobino e de afrancesado, foi deportado para a ilha da Madeira acusado de ter prestado informações às tropas napoleónicas aquando da invasão de Portugal por suspeitas levantadas pelo bispo do Porto, D. António José de Castro. Provada a falsidade da acusação, permaneceu na Madeira, tendo desempenhado funções de secretário-geral do governo da Madeira. Ingressou na carreira militar, nas milícias da Madeira, onde atingiu o posto de coronel.
Foi um paciente investigador das coisas madeirenses e afirma-se que no seu espólio se encontraram muitos documentos, que bastante interessavam à historia deste arquipélago. Foi sócio correspondente da Academia Real das Ciências de Lisboa, admitido a 3 de dezembro de 1818.
Em 1824 foi nomeado cônsul de Portugal no Havre, transferido depois de 1836 para  Génova, cidade onde era cônsul de Portugal quando faleceu, a 3 de Setembro de 1845.
É autor da Statistica historico-geográfica do reino de Portugal, publicada em Paris, em 1815, da Relação circunstanciada do modo com que se desenvolveu, se promoveu, e se proclamou a Constituição na Ilha da Madeira no memorável dia 28 de Janeiro de 1821, impressa em Lisboa no mesmo ano sem nome de autor, do Compendio de geografia-historica antiga e moderna e chronologia para uso da mocidade portugueza... (Paris : Fantin, 1826) e do Tratado completo de cosmographia e Geographia, historico-physica e commercial, antiga e moderna, em 4 volumes (Paris : Fantin, 1825-1828), obra que teve grande voga no seu tempo.
Foi cavaleiro da Ordem de Cristo e da Ordem de Nossa Senhora da Conceição de Vila Viçosa (por decreto de 4 de julho de 1825). Foi igualmente agraciado com a Légion d’Honneur e foi sócio-correspondente da Academia Real das Ciências de Turim (Reale Accademia delle Scienze di Torino), da Academia das Ciências de Marselha, da Sociedade de Geografia de Paris e da Sociedade Filosófica de Filadélfia. Após a sua morte os seus livros e manuscritos foram doados à Academia das Ciências de Lisboa, embora só tenham sido entregues em 1870.

## Obras
Entre outras, é autor das seguintes obras:
- Donatários, governadores, capitães generaes, povoação, militar, rendimento etc da Madeira (tabela).
- Relação circunstanciada do modo com que se desenvolveu, se promoveu, e se proclamou a Constituição na Ilha da Madeira no memorável dia 28 de Janeiro de 1821. Lisboa, 1821.
- Mappa geographico do Reino de Portugal
- Mappa geohydrographico, historico e mercantil : contendo os limites, extenção, povoação... manufacturas, e possessões ultramarinas na Asia, Africa, e América, de todos os estados da Europa, e dos Estados Unidos d'América
- Nova carta militar do Reyno de Portugal -com estradas, montanhas e rios
- Rapporto letto da Ferdinando de Luca, Membro della R. Accademia di Napoli, nella seduta dell' 11 giugno 1839 intorno al «Sunto geografico-storico, antico e moderno, dedicadto alla sudeta Accademia dal Colonnello J. P. Casado Giraldes». Genova, Pellas, 1839.
- Tableau des colonies et possessions anglaises dans les quatre parties du monde. Typ. Firmin Didot, Paris,
- Tableau statistique de l'ile de Medere et Porto-santo. Typ. Firmin Didot, Paris,
- Statistica histórica e geografica do reino de Portugual. Dedicado ao Ilmo. e Exmo. Senhor Tenente General Florancio José Correa de Mello, governador e capitão general do estado da Madeira. Paris, c. 1815.
- Compendio de geografia-historica antiga e moderna e chronologia para uso da mocidade portugueza. Fantin, Paris, 1826.
- Tratado Completo de Cosmographia, e Geographia-Historica, Physica e Commercial, Antiga e Moderna [...]. Paris: Chez Fantin, Rey et Gravier & Aillaud, 1825-1828 (em 4 volumes).